# Xã Jefferson, Quận Jefferson, Arkansas
Xã Jefferson (tiếng Anh: Jefferson Township) là một xã thuộc quận Jefferson, tiểu bang Arkansas, Hoa Kỳ. Năm 2010, dân số của xã này là 2.686 người.